# Jundian (köpinghuvudort i Kina, Hubei Sheng, lat 32,06, long 110,62)
Jundian (kinesiska: 军店, 军店镇) är en köpinghuvudort i Kina. Den ligger i provinsen Hubei, i den centrala delen av landet, omkring 380 kilometer nordväst om provinshuvudstaden Wuhan. Antalet invånare är 32 346. Befolkningen består av 15 653 kvinnor och 16 693 män. Barn under 15 år utgör 13,0 %, vuxna 15-64 år 75 %, och äldre över 65 år 10,0 %.
Runt Jundian är det ganska tätbefolkat, med 86 invånare per kvadratkilometer. Jundian är det största samhället i trakten. Trakten runt Jundian består till största delen av jordbruksmark.
Genomsnittlig årsnederbörd är 1 045 millimeter. Den regnigaste månaden är augusti, med i genomsnitt 198 mm nederbörd, och den torraste är december, med 8 mm nederbörd.